# Charlie Glackin
Charlie Glackin (* in York, York County, Pennsylvania) ist ein US-amerikanischer Schauspieler.

## Leben
Glackin, der heute in Los Angeles wohnhaft ist, lebte einige Zeit in Sydney. Ab 2009 begann er, in Fernsehserien und Filmproduktionen Charakterrollen zu übernehmen. 2010 hatte er jeweils eine Nebenrolle in den Filmen Jonah Hex und Faster, 2011 in Thor – Der Allmächtige. Glackin wirkte auch immer wieder in verschiedenen Kurzfilmen mit. Von 2012 bis 2013 verkörperte er in der Mini-Fernsehserie Black Sand die Rolle des Yule. 2015 verkörperte er den Antagonist in dem Horrorfilm Cinderella – Playing with Dolls. 

## Filmografie
- 2009: Operation Repo (Fernsehserie, Episode 3x05)
- 2010: Deadliest Warrior (Fernsehserie, Episode 2x09)
- 2010: Jonah Hex
- 2010: Faster
- 2010: Save a Life (Kurzfilm)
- 2010: Misdirection (Kurzfilm)
- 2010: Closure
- 2010: Blood Sucker Punch (Fernsehserie)
- 2010: Beauty (Kurzfilm)
- 2011: Thor – Der Allmächtige (Almighty Thor) (Fernsehfilm)
- 2011: Touchback
- 2011: Women in Hats (Kurzfilm)
- 2011: Whispers Within (Kurzfilm)
- 2011: Evolver
- 2012: A Broken Code
- 2012: She Wants Me
- 2012: Blood Rush
- 2012: Relics (Kurzfilm)
- 2012: Out of Body (Kurzfilm)
- 2012: Ai (Kurzfilm)
- 2012–2013: Black Sand (Mini-Fernsehserie, 3 Episoden)
- 2013: What Remains (Kurzfilm)
- 2013: Mid Life Gangster
- 2013: Loss of Life
- 2013: Zufällig… Liebe (Random Encounters)
- 2014: Frenzy (Kurzfilm)
- 2014: Seekers
- 2014: Horror House on Highway 6
- 2014: Nocturnal (Kurzfilm)
- 2015: Prey for Death
- 2015: Cinderella – Playing with Dolls (Playing with Dolls)
- 2015: Hindsight (Kurzfilm)
- 2016: You Are Not Alone (Kurzfilm)
- 2016: Still Moon (Kurzfilm)
- 2016: The Obsidian Curse
- 2016: Neshima
- 2017: From Hell to the Wild West
- 2018: Take the Shot, Tom (Kurzfilm)
- 2018: The Punished
- 2018: The Dragon Unleashed